# Семёновская городская община
Семёновская городская  общи́на (укр. Семенівська міська громада) — территориальная община в Новгород-Северском районе Черниговской области Украины. Административный центр — город Семёновка.
Население — 15 973 человек. Площадь — 1399,0 км².
Количество учреждений, оказывающих первичную медицинскую помощь — 7.

## История
Семёновская городская община была создана 14 июля 2017 года путём объединения Семёновского городского совета, Александровского, Архиповского, Галагановского, Карповичского, Костобобровского, Машевского, Николаевского, Погорельского, Старогутковского, Тимоновичского, Хотиевского, Чернорожского сельсоветов Семёновского района.
24 декабря 2019 года были присоединены территории Ивановского и Орликовского сельсоветов Семёновского района.
17 июля 2020 года община вошла в состав нового Новгород-Северского района. Семёновский район был ликвидирован.

## География
Территория общины представляет из себя большую часть бывшего Семёновского района (без участка на юге района) и составляет 95,1% территории и 96% населения бывшего района. Община граничит с Корюковской и Холминской общинами Корюковского района, Новгород-Северской общиной Новгород-Северского района, Белоруссией. Реки: Снов, Ревна, Рванец, Стратива, Лубянка.

## Населённые пункты
- город Семёновка
- Александровка
- Архиповка
- Барановка
- Берёзовый Гай
- Блешня
- Бобрик Второй
- Бронивы
- Галагановка
- Гати
- Гремячка
- Дачное
- Должик
- Ершов
- Жадановка
- Жадово
- Зализный Мост
- Заречье
- Заря
- Зелёный Гай
- Иванино
- Ивановка
- Калиновское
- Караси
- Карповичи
- Козиловщина
- Костобобров
- Красные Лозы
- Кривуша
- Кринички
- Криульки
- Куты Вторые
- Куты Первые
- Леоновка
- Лесковщина
- Логи
- Лосевка
- Лосевочка
- Лубня
- Лубьяное
- Максимихино
- Марс
- Машево
- Медведевка
- Михайлово
- Мхи
- Набережное
- Николаевка
- Ольшанка
- Ольховка
- Орликовка
- Погорельцы
- Покровское
- Прогресс
- Ракужа
- Ракуты
- Селище
- Сергеевское
- Старая Гутка
- Схидное
- Тимоновичи
- Тополевка
- Турово
- Ферубки
- Фролы
- Хандобоковка
- Хотиевка
- Чернозём
- Чёрный Рог
- Шведчина
- Янжулевка
- посёлок Газопроводное
- посёлок Зелёная Роща
- посёлок Иванпуть
- посёлок Углы